# Sulzbachtal
Sulzbachtal ist eine Ortsgemeinde im Landkreis Kaiserslautern in Rheinland-Pfalz. Sie gehört der Verbandsgemeinde Otterbach-Otterberg an.

## Geographie
Sulzbachtal liegt zwölf Kilometer nördlich von Kaiserslautern an der Lauter.
Die Ortsteile der Gemeinde sind Obersulzbach und Untersulzbach. Zu Untersulzbach gehört auch der Wohnplatz Hirschhorner Bordenmühle.

## Geschichte
Am 29. Januar 1379 wurden die heutigen Ortsteile in einer Lehensurkunde des Grafen von Veldenz als Obersulzbach und Untersulzbach erstmals urkundlich erwähnt. Sie gehörten bis zur französischen Revolution zur Kurpfalz.
Michael Frey beschreibt die Einwohnerentwicklung wie folgt: Während im Jahr 1600 gerade mal zehn Familien als Einwohner genannt wurden, waren es 1802 bereits 376 Einwohner.
Innerhalb der Gemarkung liegt die Wüstung Brambach. Dies war in früheren Zeiten ein altes Hofgut, welches zur Benediktinerabtei in Offenbach am Glan gehörte.
Am 7. Juni 1969 wurde die Gemeinde Sulzbachtal aus den bis dahin selbständigen Gemeinden Obersulzbach (seinerzeit 131 Einwohner) und Untersulzbach (275 Einwohner) neu gebildet.

## Religion
2012 waren 62,7 Prozent der Einwohner evangelisch und 13,3 Prozent katholisch. Die übrigen gehörten einer anderen Religion an oder waren konfessionslos. Die Katholiken gehören zum Bistum Speyer, die Evangelischen zur Protestantischen Landeskirche Pfalz.

## Politik

### Gemeinderat
Der Gemeinderat in Sulzbachtal besteht aus acht Ratsmitgliedern, die bei der Kommunalwahl am 9. Juni 2024 in einer Mehrheitswahl gewählt wurden, und dem ehrenamtlichen Ortsbürgermeister als Vorsitzendem.

### Ortsbürgermeister
Ortsbürgermeister von Sulzbachtal ist Ero Zinßmeister (FWG). Bei der Direktwahl am 26. Mai 2019 wurde er mit einem Stimmenanteil von 81,90 % und am 9. Juni 2024 als einziger Bewerber mit 78,2 % jeweils für fünf Jahre wiedergewählt.

### Wappen
| Wappen von Sulzbachtal | Blasonierung: „In Silber ein mit drei silbernen Salzkristallen belegter blauer Schräglinkswellenbalken, oben rechts eine grünbestielte und -beblätterte grüne Eichel, unten links eine grünbestielte und -beblätterte schwarze Brombeere.“ |
| Wappen von Sulzbachtal | Es wurde 1976 von der Bezirksregierung Neustadt genehmigt. |

## Kultur und Sehenswürdigkeiten

### Bauwerke
- Siehe Liste der Kulturdenkmäler in Sulzbachtal

### Regelmäßige Veranstaltungen
- Am dritten Wochenende im September findet immer die Sulzbachtaler Kerwe statt.

## Verkehr
- Der Öffentliche Nahverkehr ist in den Verkehrsverbund Rhein-Neckar integriert. Die Lautertalbahn von Kaiserslautern nach Lauterecken hat den Haltepunkt Sulzbachtal, der bis Sommer 2018 Untersulzbach hieß.
- Nahegelegen ist die Bundesstraße 270 von Kaiserslautern über Wolfstein und Lauterecken nach Idar-Oberstein. An der A 6 besteht die Anschlussstelle Kaiserslautern-West.